# Friedrich Stickler

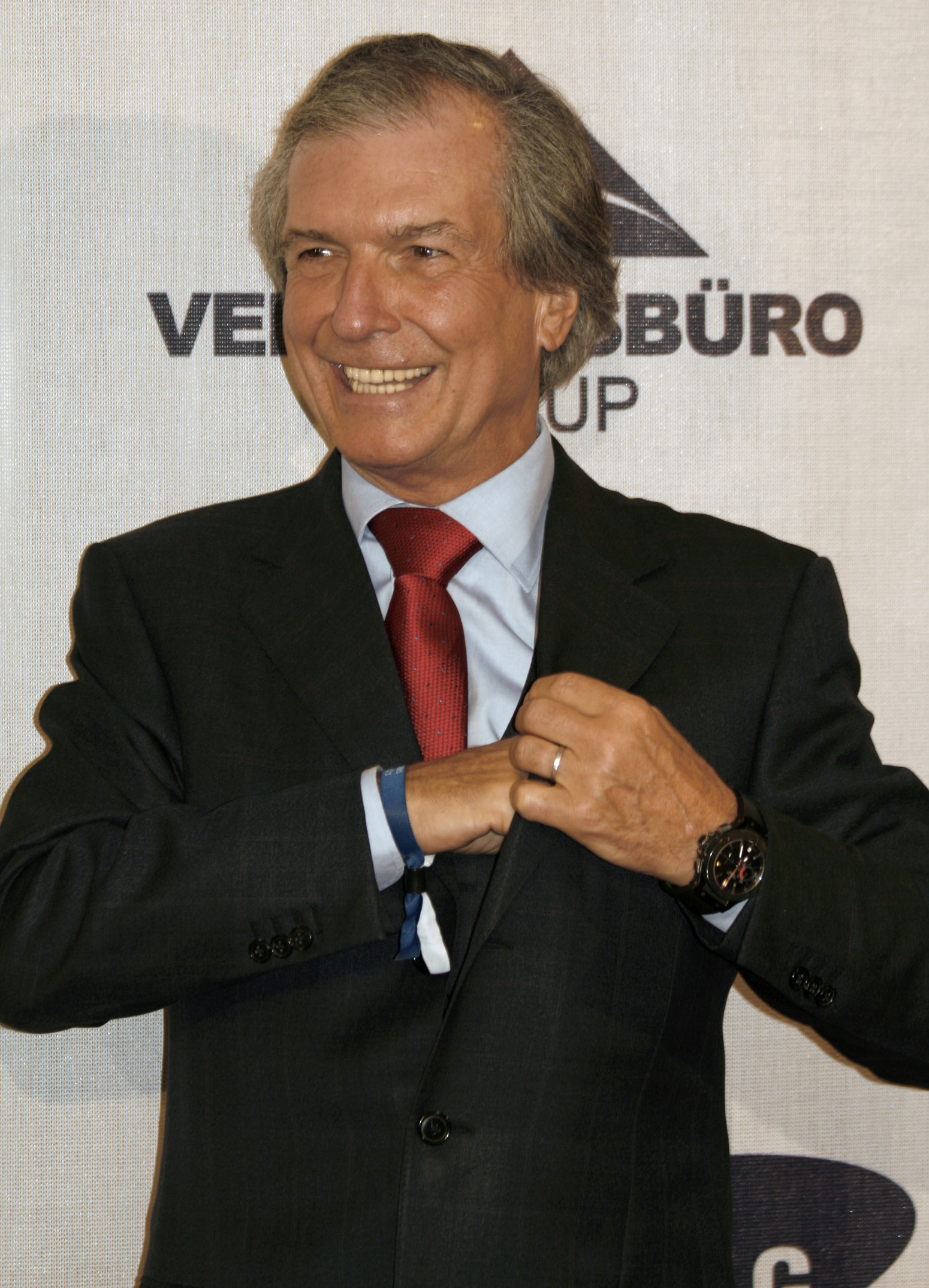
Friedrich Stickler (2008)

Friedrich Stickler (* 18. Januar 1949 in Wien) war bis 2015 Generaldirektor-Stellvertreter der österreichischen Lotterien, Mitglied im Vorstand der Österreichischen Sporthilfe und war Präsident der Europäischen Lotterien, kooptiertes Mitglied des UEFA Exekutiv-Komitees und Vorsitzender der UEFA-Kommission für Clubwettbewerbe. In seiner Amtszeit als Präsident des Österreichischen Fußball-Bundes (ÖFB) führte er die gemeinsame Bewerbung mit der Schweiz um die Fußball-Europameisterschaft 2008 zum Erfolg.

## Leben und Karriere
Friedrich Stickler stieg nach Abschluss seines Studiums an der Universität für Bodenkultur in Wien bei Casinos Austria ein und übernahm das Management der Schiffscasinos und leitete das Vorstandssekretariat. 1985 war  Stickler als Projektleiter maßgeblich an der erfolgreichen  Einführung von Lotto „6 aus 45“ in Österreich beteiligt. Stickler wurde direkt nach der Gründung der Österreichischen Lotterien 1986 in deren Vorstand berufen. Seit 2002 ist Stickler als Obmann der Berufsgruppe Casinos Austria und Lotterien der Wirtschaftskammer Österreich tätig, seit 2006 Generaldirektor-Stellvertreter der Österreichischen Lotterien.
Friedrich Stickler wurde 2009 zum Präsidenten der European State Lotteries & Toto Association (European Lotteries) mit Sitz in Lausanne in der Schweiz gewählt. Nach seiner Wiederwahl im Jahr 2011 wurde Stickler 2013 ein weiteres Mal in dieser Funktion bestätigt. 2015 übernahm Hansjörg Höltkemeier, Vorstand von Lotto Berlin und der Lotto-Stiftung diese Funktion von Stickler.
Stickler wurde 2015 in das Exekutivkomitee des weltweiten Lotterie-Monitoring-Systems „GLMS“ für Sportwetten gewählt. Ziel ist die Bekämpfung von Wettbetrug und Manipulation im internationalen Sportgeschehen. Friedrich Stickler wurde im Jahr 2010 als erster Österreicher in die „Lottery Industry Hall of Fame“ aufgenommen.
Von 2002 bis 2008 war Stickler Präsident des Österreichischen Fußball Bundes, von 2005 bis 2009 Vorstandsmitglied des Österreichischen Olympischen Comités und von 2007 bis 2008 kooptiertes Mitglied des UEFA Exekutiv-Komitees. Im Jahr 2002 gelang es ihm in dieser Funktion, gemeinsam mit seinem Schweizer Kollegen die Fußball-EM 2008 nach Österreich und in die Schweiz zu holen.

## Auszeichnungen (Auszug)
- 1997: Goldenes Ehrenzeichen für Verdienste um die Republik Österreich
- 2001: Silbernes Ehrenzeichen Land Wien
- 2007: Großes Ehrenzeichen für Verdienste um die Republik Österreich